# Lewes FC
Lewes FC (celým názvem: Lewes Football Club) je anglický fotbalový klub, který sídlí ve městě Lewes v nemetropolitním hrabství East Sussex. Založen byl v roce 1885. Od sezóny 2018/19 hraje v Isthmian League Premier Division (7. nejvyšší soutěž). Klubové barvy jsou červená a černá.
Své domácí zápasy odehrává na stadionu The Dripping Pan s kapacitou 3000 diváků.

## Úspěchy v domácích pohárech
Zdroj: 
- FA Cup
  - 1. kolo: 2001/02, 2006/07, 2007/08
- FA Amateur Cup
  - 2. kolo: 1967/68
- FA Trophy
  - 3. kolo: 2002/03, 2003/04
- FA Vase
  - Čtvrtfinále: 2001/02

## Umístění v jednotlivých sezonách
Stručný přehled
Zdroj: 
- 1920–1939: Sussex County League
- 1945–1946: Sussex County League (Eastern Division)
- 1946–1952: Sussex County League
- 1952–1965: Sussex County League (Division One)
- 1965–1968: Athenian League (Division Two)
- 1968–1970: Athenian League (Division One)
- 1970–1973: Athenian League (Premier Division)
- 1973–1977: Athenian League (Division One)
- 1977–1980: Isthmian League (Second Division)
- 1980–1991: Isthmian League (First Division)
- 1991–1992: Isthmian League (Second Division)
- 1992–1993: Isthmian League (First Division)
- 1993–1994: Isthmian League (Second Division)
- 1994–2001: Isthmian League (Third Division)
- 2001–2002: Isthmian League (Second Division)
- 2002–2004: Isthmian League (Division One South)
- 2004–2008: Conference South
- 2008–2009: Conference Premier
- 2009–2011: Conference South
- 2011–2016: Isthmian League (Premier Division)
- 2016–2018: Isthmian League (Division One South)
- od 2018: Isthmian League (Premier Division)

Jednotlivé ročníky
Zdroj: 
Legenda: Z - zápasy, V - výhry, R - remízy, P - porážky, VG - vstřelené góly, OG - obdržené góly, +/- - rozdíl skóre, B - body, červené podbarvení - sestup, zelené podbarvení - postup, fialové podbarvení - reorganizace, změna skupiny či soutěže
| Sezóny  | Liga                                 | Úroveň | Z  | V  | R  | P  | VG | OG | +/- | B  | Pozice |
| ------- | ------------------------------------ | ------ | -- | -- | -- | -- | -- | -- | --- | -- | ------ |
| 2008/09 | Conference National                  | 5      | 46 | 6  | 6  | 34 | 28 | 89 | -61 | 24 | 24.    |
| 2009/10 | Conference South                     | 6      | 42 | 9  | 15 | 18 | 49 | 63 | -14 | 42 | 19.    |
| 2010/11 | Conference South                     | 6      | 42 | 9  | 9  | 24 | 34 | 70 | -36 | 36 | 21.    |
| 2011/12 | Isthmian League (Premier Division)   | 7      | 42 | 21 | 10 | 11 | 55 | 47 | +8  | 73 | 6.     |
| 2012/13 | Isthmian League (Premier Division)   | 7      | 42 | 9  | 13 | 20 | 59 | 75 | -16 | 40 | 19.    |
| 2013/14 | Isthmian League (Premier Division)   | 7      | 46 | 14 | 17 | 15 | 67 | 67 | 0   | 59 | 16.    |
| 2014/15 | Isthmian League (Premier Division)   | 7      | 46 | 14 | 11 | 21 | 45 | 67 | -22 | 53 | 19.    |
| 2015/16 | Isthmian League (Premier Division)   | 7      | 46 | 6  | 16 | 24 | 48 | 87 | -39 | 34 | 23.    |
| 2016/17 | Isthmian League (Division One South) | 8      | 46 | 23 | 7  | 16 | 88 | 75 | +13 | 76 | 9.     |
| 2017/18 | Isthmian League (Division One South) | 8      | 46 | 30 | 9  | 7  | 93 | 38 | +55 | 99 | 2.     |
| 2018/19 | Isthmian League (Premier Division)   | 7      | 46 |    |    |    |    |    |     |    |        |